# Джордан Джонс
Джордан Льюїс Джонс (англ. Jordan Lewis Jones; нар. 24 жовтня 1994, Мідлсбро) — північноірландський футболіст, півзахисник клубу «Сандерленд» та національної збірної Північної Ірландії.

## Клубна кар'єра
Народився 24 жовтня 1994 року в місті Мідлсбро. Вихованець футбольної школи клубу «Мідлсбро». Він дебютував за першу команду в матчі Кубка Англії 2012/13 проти «Гастінгс Юнайтед» (4:1), але ця гра так і залишилась єдиною за клуб для молодого гравця. Натомість для отримання ігрової практики гравця здавали в оренду в клуби Другої ліги (4 за рівнем дивізіону Англії) «Гартлпул Юнайтед» та «Кембридж Юнайтед», а наприкінці сезону 2015/16 став вільним агентом.
У червні 2016 року Джонс підписав контракт з шотландським «Кілмарноком» і відіграв за нову команду наступні три сезони своєї ігрової кар'єри. Більшість часу, проведеного у складі «Кілмарнока», був основним гравцем команди.
У червні 2019 року Джордан став гравцем «Рейнджерса», але у шотландському гранді закріпитись не зумів, тому 29 січня 2021 року був відданий в оренду сезону в клуб Першої ліги Англії «Сандерленд», де до кінця сезону зіграв 19 матчів в національному чемпіонаті.

## Виступи за збірну
Хоча Джонс народився в Англії, він мав право представляти Північну Ірландію через свого батька, який походив з цієї країни. У вересні 2017 року він був викликаний на матчі національної збірної Північної Ірландії в кваліфікації до чемпіонату світу з футболу 2018 року проти Німеччини та Норвегії, але не зіграв у жодній грі.
12 листопада 2017 року дебютував в офіційних матчах у складі національної збірної Північної Ірландії в грі відбору на чемпіонат світу 2018 року проти Швейцарії (0:0), вийшовши на заміну на 74 хвилині замість Джемі Ворда.
30 травня 2021 року в товариській грі проти Мальти (3:0) він забив перший гол за збірну.
| Дата       | Місто                  | Господарі            | Результат               | Гості             | Турнір                               | Голи | Примітки   |
| ---------- | ---------------------- | -------------------- | ----------------------- | ----------------- | ------------------------------------ | ---- | ---------- |
| 12-11-2017 | Базель                 | Швейцарія            | 0 – 0                   | Північна Ірландія | Відбір до ЧС 2018                    | -    | 74'        |
| 24-3-2018  | Белфаст                | Північна Ірландія    | 2 – 1                   | Південна Корея    | товариський матч                     | -    | 82'        |
| 11-9-2018  | Белфаст                | Північна Ірландія    | 3 – 0                   | Ізраїль           | товариський матч                     | -    | 65'        |
| 15-11-2018 | Дублін                 | Ірландія             | 0 – 0                   | Північна Ірландія | товариський матч                     | -    | 61'        |
| 18-11-2018 | Белфаст                | Північна Ірландія    | 1 – 2                   | Австрія           | Ліга націй УЄФА 2018-2019 - 1-й етап | -    |            |
| 21-3-2019  | Белфаст                | Північна Ірландія    | 2 – 0                   | Естонія           | Відбір до ЧЄ 2020                    | -    | 81'        |
| 24-3-2019  | Белфаст                | Північна Ірландія    | 2 – 1                   | Білорусь          | Відбір до ЧЄ 2020                    | -    | 85'        |
| 8-6-2019   | Таллінн                | Естонія              | 1 – 2                   | Північна Ірландія | Відбір до ЧЄ 2020                    | -    | 64'        |
| 11-6-2019  | Борисов (місто)        | Білорусь             | 0 – 1                   | Північна Ірландія | Відбір до ЧЄ 2020                    | -    |            |
| 8-10-2020  | Сараєво                | Боснія і Герцеговина | 1 – 1 д.ч. (3 – 4 п.п.) | Північна Ірландія | Відбір до ЧЄ 2020                    | -    | 82' 120+1' |
| 11-10-2020 | Белфаст                | Північна Ірландія    | 0 – 1                   | Австрія           | Ліга націй УЄФА 2020-2021 - 1-й етап | -    |            |
| 30-5-2021  | Клагенфурт-ам-Вертерзе | Північна Ірландія    | 3 – 0                   | Мальта            | товариський матч                     | 1    | 73'        |
| Усього     |                        | Матчів               | 12                      |                   | Голів                                | 1    |            |